# Balega elegans
Balega elegans är en skalbaggsart som beskrevs av Edmund Reitter 1883. Balega elegans ingår i släktet Balega och familjen kortvingar. Inga underarter finns listade i Catalogue of Life.